# 会津新藤五
会津新藤五（あいづしんとうご）は、鎌倉時代に作られたとされる日本刀（短刀）。日本の国宝に指定されており、広島県福山市のふくやま美術館が所蔵する。文化財名称は短刀〈銘国光（名物会津新藤五）／〉。

## 概要
鎌倉時代に相州鎌倉にて活躍していた新藤五国光によって作られた短刀である。新藤五国光は京都粟田口派の粟田口国綱の子というのが通説であり、備前三郎国宗の指導を受けて大成した人物とされている。ただし、出生については異説もあり、国綱の孫とも備前三郎国宗の子ともされている。また、指導についても国綱と備前三郎国宗両方に師事したという異説がある。これらの異説に対して、京都国立博物館主任研究員である末兼俊彦は、国綱も国宗も鎌倉に招かれて当地で活動していたとされることから、血縁関係はともかくとして国光が両者から技術的な手ほどきを受けた可能性は十分高いと述べている。国光は生まれも鎌倉であり、鎌倉鍛冶として日本刀の五ケ伝の一つである相州伝の開祖と言われている。特に短刀の作刀を得意としており、その出来の良さは古今通して粟田口吉光と双璧をなすといわれている。
会津新藤五の名前の由来は、安土桃山時代に会津を領していた蒲生氏郷が所持していたことに由来する。江戸時代中期、徳川8代将軍徳川吉宗が本阿弥家に命じて編纂させた名刀の目録である『享保名物帳』によると、氏郷の孫である忠郷の代まで蒲生家に伝わっていたが、忠郷の代で家臣である森川半弥に伝わったとされている。その後、森川から前田利常が金百枚でこれを買い求め、さらに1702年（元禄15年）4月には、徳川5代将軍である徳川綱吉が前田邸に来訪した（御成）際に郷義弘の刀とともに献上され、一方前田家には正宗作の刀、吉光作の刀を下賜されたとされている。鞘書には「智幻院様御指之内」とあることから、1707年（宝永4年）に生まれた6代将軍徳川家宣の子である家千代の御七夜に贈られた守刀であったことが知られる。
その後は徳川将軍家に伝来しており、明治維新後も伝来していた。1933年（昭和8年）1月23日には、徳川家達公爵名義にて国宝保存法に基づく国宝（旧国宝）に指定される。太平洋戦争終戦前に徳川将軍家からを出て中島飛行機（現在のSUBARU）の2代目社長である中島喜代一へと所有が移る。その後、所有者が度々変わり東京都の愛刀家で知られていた青山孝吉が所持しており、1951年（昭和26年）6月9日には文化財保護法に基づく国宝（新国宝）に指定された。1970年には日本美術刀剣保存協会の管理下となっている。その後も所有者が転々としていたが、直近では食品容器の製造・販売等を手掛ける株式会社エフピコの創業者である小松安弘が所持していた。これは、2002年（平成14年）、エフピコの競合会社が会社更生法の申請をされたため、エフピコがスポンサーとして会社を引受けたところ、その会社には巣鴨にある日本刀装具美術館も含まれていた。本作もその美術館に収蔵されていたものであり、コレクションの散逸を防ぐために小松が自身の資産として引き受けたものである。2007年（平成19年）からは福山市の観光振興に役立てるためとふくやま美術館へ寄託していたが、小松の逝去に伴い2018年（平成30年）11月に小松の遺志を継いだ妻の啓子が小松安弘コレクションとして全14口（国宝7口、重要文化財6口、特別重要刀剣1口）を福山市へ寄贈したため、ふくやま美術館の収蔵物となった。

## 作風

### 刀身
刃長（はちょう、刃部分の長さ）は25.5センチメートル、元幅（もとはば、刃から棟まで直線の長さ）は2.48センチメートル。反り（切先から鎺元まで直線を引いて直線から棟が一番離れている長さ）は内反りとなっている。造込（つくりこみ）は平造り、三ツ棟である。
鍛えは、小板目（こいため、板材の表面のような文様のうち細かく詰まったもの）を基調に地沸（じにえ、平地の部分に鋼の粒子が銀砂をまいたように細かくきらきらと輝いて見えるもの）が満遍なく振り撒かれ、繊細な地景（じけい、地鉄の中にある線のような模様）がキラキラと入っている。
刃文（はもん）は、匂口（においくち、刃部分と地鉄部分の境目のこと）が冴えた直刃（すぐは、基本的な真っすぐの文様）が焼かれており、金筋（きんすじ、地景と同じくキラキラとした文様が強く太く刃部分にあられること）がしきりに交っており刃中の働きは見事であると評される。

### 用語解説
- 作風節のカッコ内解説及び用語解説については、刀剣春秋編集部『日本刀を嗜む』に準拠する。

1. ↑  「造込」は、刃の付け方や刀身の断面形状の違いなど形状の区分けのことを指す[8]。
2. ↑  「鍛え」は、別名で地鉄や地肌とも呼ばれており、刃の濃いグレーや薄いグレーが折り重なって見えてる文様のことである[9]。これらの文様は原料の鉄を折り返しては延ばすのを繰り返す鍛錬を経て、鍛着した面が線となって刀身表面に現れるものであり、1つの刀に様々な文様（肌）が現れる中で、最も強く出ている文様を指している[9]。
3. ↑  「刃文」は、赤く焼けた刀身を水で焼き入れを行った際に、急冷することであられる刃部分の白い模様である[10]。焼き入れ時に焼付土を刀身につけるが、地鉄部分と刃部分の焼付土の厚みが異なるので急冷時に温度差が生じることで鉄の組織が変化して発生する[10]。この焼付土の付け方によって刃文が変化するため、流派や刀工の特徴がよく表れる[10]。